# Lukas Passrugger
Lukas Passrugger (15 luglio 2001) è uno sciatore alpino austriaco.

## Biografia
Originario di Kleinarl e attivo in gare FIS dal novembre del 2017, Passrugger ha esordito in Coppa Europa il 18 gennaio 2020 a Kirchberg in Tirol in slalom gigante, senza completare la prova, e ai Mondiali juniores di Panorama 2022 ha vinto la medaglia d'argento nella gara a squadre e quella di bronzo nello slalom gigante. Non ha debuttato in Coppa del Mondo né preso parte a rassegne olimpiche o iridate.

## Palmarès

### Mondiali juniores
- 2 medaglie:
  - 1 argento (gara a squadre a Panorama 2022)
  - 1 bronzo (slalom gigante a Panorama 2022)

### Coppa Europa
- Miglior piazzamento in classifica generale: 39º nel 2025

### Campionati austriaci
- 1 medaglia:
  - 1 oro (combinata nel 2020)